# Inga edulis
Ingá-cipó (Inga edulis) é uma espécie de ingá originária da América do Sul. Pertence à subfamília Mimosoideae, que por sua vez faz parte da família das leguminosas Fabaceae. É amplamente cultivada, principalmente pelos indígenas amazônicos, para sombra, alimentação, madeira, remédios e produção da bebida alcoólica cachiri. É popular no Peru, Equador, Brasil, Venezuela e Colômbia. O nome taxonômico Inga é derivado de seu nome dentre o povo Tupí da América do Sul, enquanto o nome da espécie edulis é latim para "comestível". O nome comum "feijão-de-sorvete" faz alusão ao sabor doce e à textura macia da polpa.

## Biologia
Árvores maduras de ingá-cipó atingem trinta metros (98 pés) de altura e sessenta centímetros (2,0 ft) de diâmetro na altura do peito, geralmente ramificando abaixo de três metros (9,8 pés). Os ramos formam uma copa larga, plana e moderadamente densa. A ingá-cipó pode ser perene em regiões tropicais ou decídua quando plantada em regiões mais frias. A árvore tem um tronco de cor cinza claro. As hastes e os galhos mais novos podem ter galhos esparsos ou densos. As folhas são alternadas, uniformemente pinadas, com 10–30 cm de comprimento e com 4-6 pares de folíolos ovais opostos, que são verde-escuros, membranosos e ligeiramente penugentos. Os folhetos mais antigos podem crescer até dezoito centímetros de comprimento e onze centímetros de largura em comparação com os basais. Os nectários extraflorais são colocados nos pecíolos e as estípulas podem ser discretas, ausentes ou caducas.
Espécies de ingá estão em simbiose com formigas (por exemplo, Pheidoles spp.), que obtêm o néctar dos nectários extraflorais. Em troca, as formigas irão patrulhar a planta ingá para protegê-la contra herbívoros. Existem certos insetos, como as lagartas Riodinid, que excretam melado açucarado de seus tentáculos nectários. As formigas formarão uma simbiose com as lagartas, permitindo que elas se alimentem da árvore e obtendo delas o melado açucarado. As flores são perfumadas, sésseis, pentâmeras e dispostas em densas espigas axilares. A flor possui um cálice tubular com cinco lóbulos puberulentos e estriados, e a corola com cinco pétalas sedosas e vilosas. Estes possuem cerca de 14-20 mm de comprimento e contém numerosos estames brancos. Os frutos são vagens leguminosas indeiscentes cilíndricas, com nervuras longitudinais, que podem ser retas, curvas ou muitas vezes torcidas em espiral. São pingente e até 1 m de comprimento e marrom amarelado a verde. A quantidade de sementes ovóides pode variar de dez a vinte, que se diversificam de preto arroxeado a oliva. Estes estão embutidos no arillus doce, algodonoso e branco.

### Simbiose
A planta inga também pode formar relações simbióticas onde o gás nitrogênio pode ser fixado por bactérias rizóbias e micorrizas como outras leguminosas. Pesquisas mostraram que a ingá-cipó passa por uma relação mutualística com a cepa bacteriana de Bradyrhizobium.

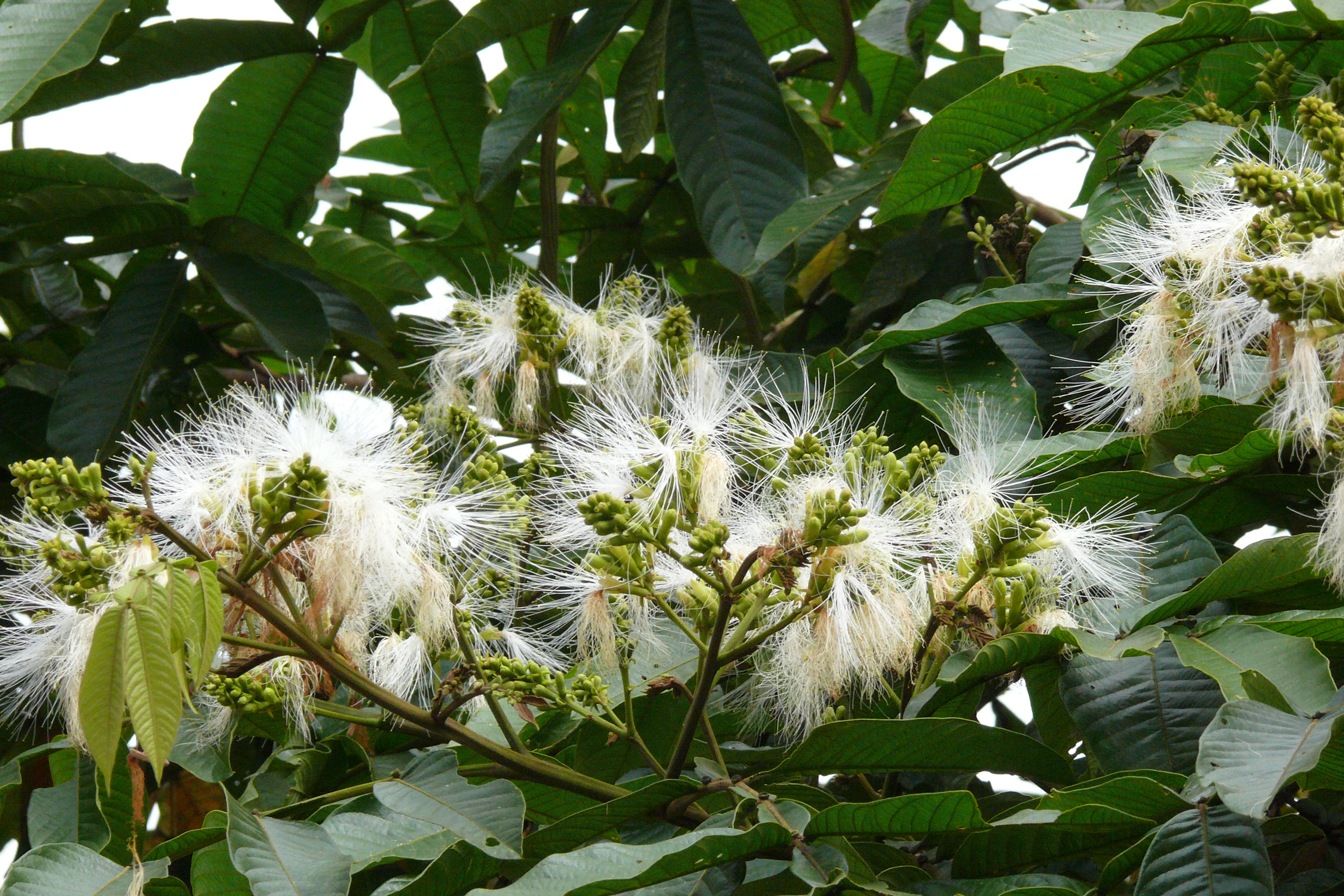
Flores
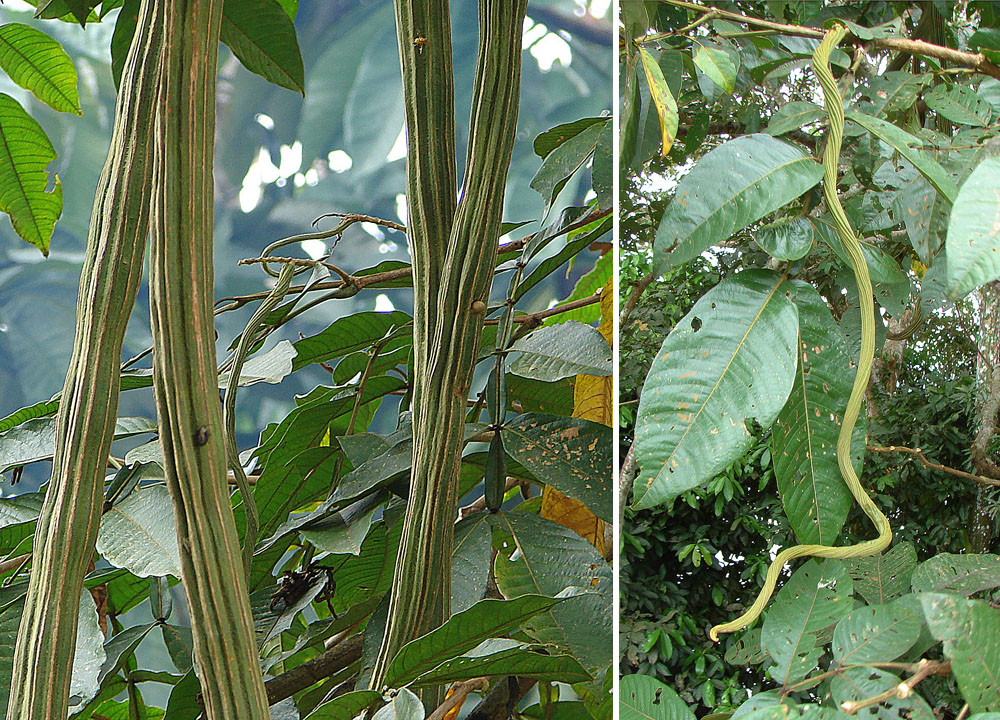
Vagens maduras e jovens

## Sinônimos
Possui uma história complicada de sinonímia com Inga vera. As plantas discutidas sob esse nome por Brenan e Kunth são na verdade I. edulis, enquanto aquela baseada nos escritos de Carl Ludwig Willdenow refere-se à verdadeira I. vera.
Sinônimos de Inga edulis:
- Feuilleea edulis (Mart.) Kuntz[8]
- Inga benthamiana Meisn[8]
- Inga edulis var. Grenadensis Urb.[9]
- Inga minutula (Schery) TSElias[9]
- Inga scabriuscula Benth[8]
- Inga Vera Kunth[8]
- Inga vera sensu Brenan[8]
- Inga ynga (Vell.) JW Moore[8]
- Mimosa inga L[9]
- Mimosa ynga Vell[10]

### Nomes populares
Possui diversos nomes populares, incluindo: ingá-rabo-de-mico; ingá-de-metro; ingá-timbó; ingá-vermelho; ingá-macarrão; ingá-doce; ingá; angá; dentre outros.

## Ecologia
A distribuição natural da ingá-cipó se estende da América Central à América do Sul e varia em relação aos climas subtropical seco a tropical úmido. Pode ser encontrada em elevações do nível do mar até 2.200 m. Cresce melhor quando a temperatura diurna média anual varia de 23 a 30° C. No entanto, pode tolerar 18-35 ° C. Durante o período de descanso, as árvores maduras podem sobreviver a -2 °C enquanto as plantas mais novas são mortas a 0 ° C. A precipitação anual preferida varia de 1.200 a 2.500 mm, mas 640 a 4.000 mm de precipitação anual também podem ser tolerados. Pode ser cultivada em uma ampla variedade de condições de solo. Prefere um pH do solo de 5–6,5, mas também pode crescer em solo fortemente ácido, até um pH de 4,5, ou em condições moderadamente alcalinas até pH 8. Seu habitat natural inclui margens de grandes rios como o Amazonas, matagais abaixo da maré alta e pântanos arborizados. Portanto, a árvore tolera solos temporariamente encharcados por dois a três meses por ano. No entanto, também tolera períodos de seca até seis meses. Além disso, pode lidar com solos argilosos ou inclinar-se razoavelmente bem. Em termos de fertilidade do solo, a ingá-cipó não é apenas despretensiosa, mas tem potencial para melhorar a qualidade do solo. Como uma árvore leguminosa, pode compensar solos empobrecidos em nutrientes fixando nitrogênio com seus nódulos radiculares. Amônia e nitratos encontrados no solo normalmente resultam na redução da nodulação. A ingá-cipó é uma exceção, pois seus nódulos aumentam de tamanho quando os níveis de amônia estão em cinco milímetros. O nitrato, por outro lado, não beneficia a ingá-cipó e continua a apresentar propriedades que impedem a nodulação. Além do nitrogênio, foi relatado que a planta aumenta significativamente o teor de fósforo extraível no solo e, assim, melhora ainda mais os solos degradados.

## Cultivo

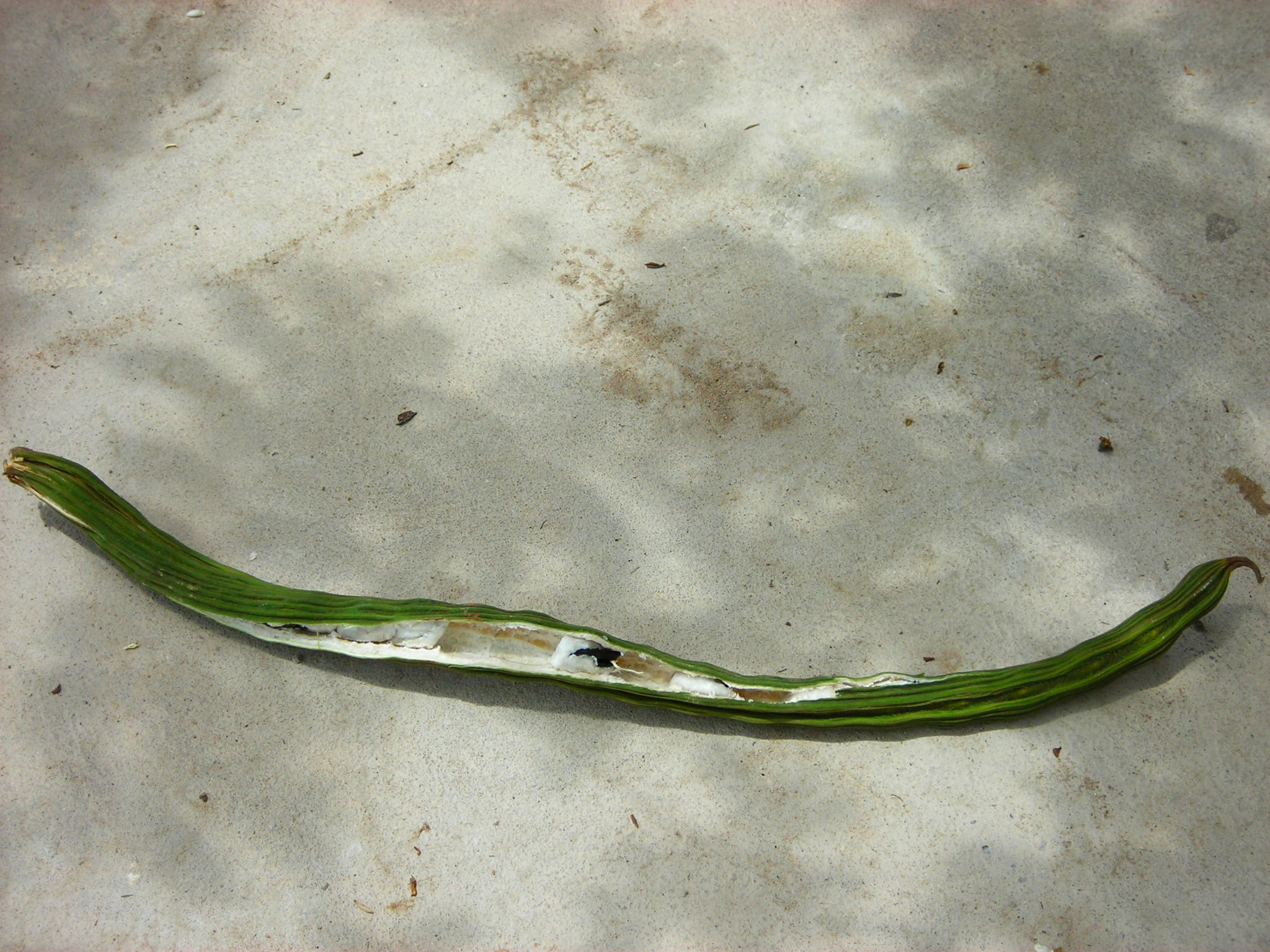
Fruto da ingá-cipó.

A ingá-cipó é amplamente cultivada em sistemas agroflorestais em sua área de dispersão neotropical. Esta forma de cultivo, muitas vezes associada à cultura do café ou do cacau, é amplamente conhecida desde os tempos pré-colombianos. A germinação das sementes é bastante fácil, pois as sementes são recalcitrantes e muitas vezes germinam já na vagem. No entanto, as sementes perdem a capacidade de germinar após duas semanas de armazenamento. A semeadura direta das sementes é possível, mas o estabelecimento de mudas já com certa altura pode diminuir acompetição com ervas daninhas nocivas e assim aumentar o crescimento. Além disso, a inoculação com rizóbios e fungos micorrízicos em solos empobrecidos é recomendada para promover o crescimento. Esses inóculos podem ser facilmente produzidos coletando solo, nódulos e raízes finas de povoamentos de ingá-cipó maduros e nodulares. Parece ser muito resistente a pragas e doenças. A ingá-cipó madura pode ser desfolhada por larvas de Lepidoptera. Além disso, as larvas da mosca da fruta frequentemente danificam a testa da semente. No Equador, é especialmente suscetível a infestações da erva-de-passarinho.

## Usos

### Cultura alimentar
A ingá-cipó tem sido cultivada como uma árvore frutífera há milênios e é amplamente vendida no mercado local da América do Sul, principalmente pela polpa doce e suculenta que envolve as sementes. A polpa branca (arilo) é consumida crua como um petisco doce, embora seja menos nutritiva que as sementes. Compostos tóxicos como tripsina e inibidores de quimotripsina contidos nas sementes de ingá-cipó são destruídos pelo cozimento.
O sabor é descrito como semelhante ao do sorvete de baunilha. Algumas variedades possuem até um leve sabor de canela. As sementes só são comestíveis depois de cozidas e têm um sabor semelhante ao do grão-de-bico. 
Na Colômbia, os arils também são usados para preparar uma bebida alcoólica chamada cachiri para um festival de mesmo nome. As mulheres nativas mastigam os arils e cospem a mistura em uma cuba, onde é deixada para fermentar. A fruta amadurece rapidamente e só pode ser mantida por três a quatro dias, limitando as oportunidades de exportação em potencial. No entanto, a refrigeração pode estender a vida útil para cerca de três semanas.

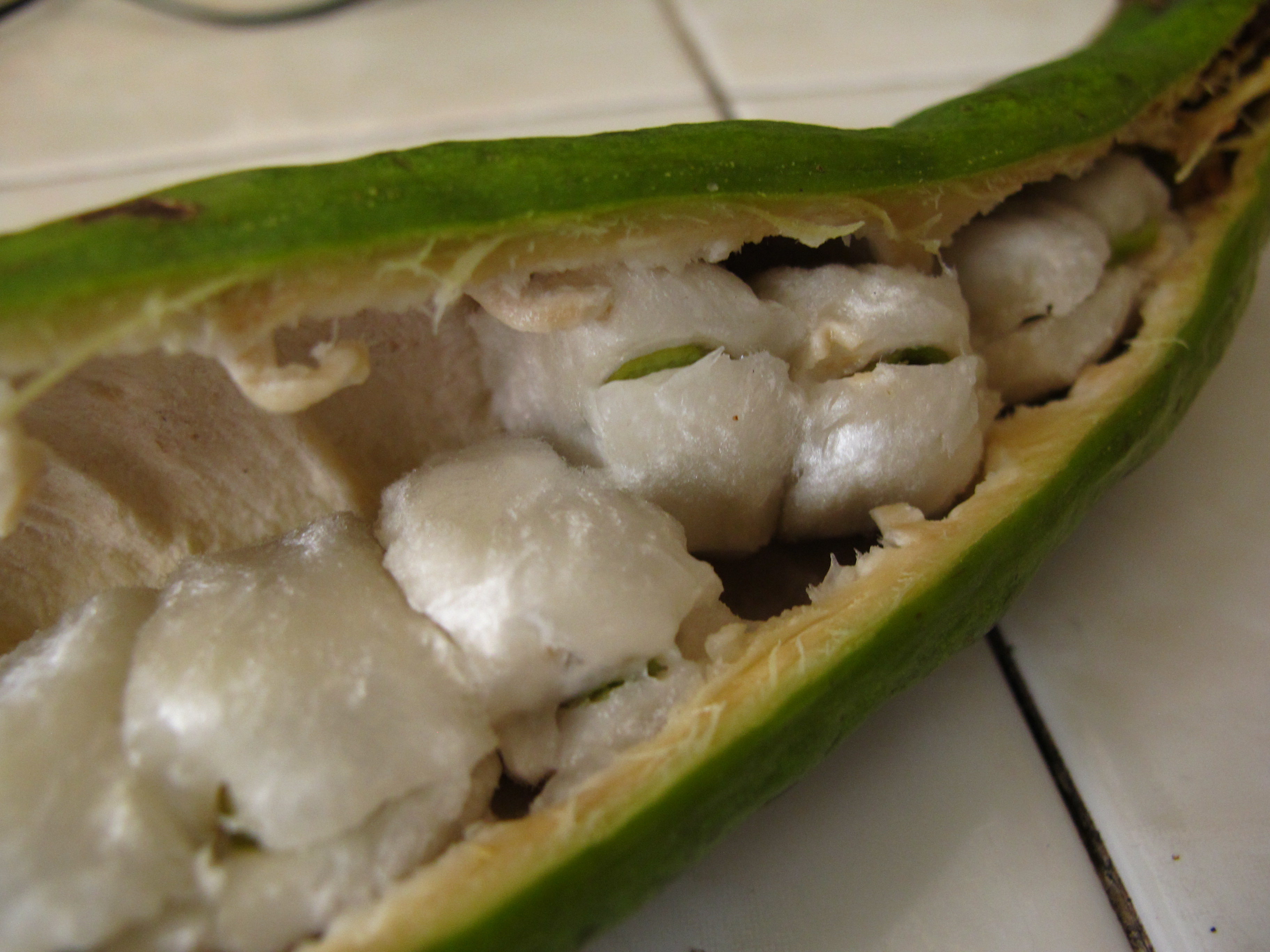

### Uso em sistemas agroflorestais
Devido ao seu rápido crescimento e capacidade de melhorar as propriedades do solo, a ingá-cipó encontrou amplo uso na agrofloresta tropical. Mais notavelmente, o cultivo de aléias inga é usado como uma alternativa ao cultivo de corte e queima. É também uma árvore de sombra popular para plantações de café, cacau e chá. Uma razão importante para isso é que, em comparação com outras espécies de árvores de sombra, a ingá-cipó retém suas folhas na estação seca.  Estacas e folhas também são usadas como cobertura morta e forragem animal. A madeira às vezes é usada como madeira e como combustível. Possui popularidade como fonte de lenha por conta de seu alto valor calorífico e fraca produção de fumaça.
Apesar de seu rápido crescimento e significativo potencial para melhorar os solos em sistemas agroflorestais, a ingá-cipó não foi objeto de nenhum programa de melhoramento.  No entanto, a planta demonstrou exibir forte introgressão com Inga ingoides em áreas de contato da espécie. Isso pode permitir a seleção de híbridos por meio de hibridização interespecífica para aumentar ainda mais o rendimento e a tolerância à inundação da cultura.

### Usos medicinais
A ingá-cipó é amplamente utilizada na medicina popular nativa da América do Sul. Decocções das folhas, casca ou raiz são comumente utilizadas como tratamentos para diarreia, artrite e reumatismo. Folhas esmagadas e fervidas são ingeridas para aliviar a tosse ou aplicadas em feridas nos lábios, possivelmente causadas por herpes. Vários estudos investigaram a ingá-cipó como fonte de polifenóis para uso como antioxidantes e mostraram resultados promissores.